# 笑福亭呂竹
笑福亭 呂竹（しょうふくてい ろちく、1977年7月1日 - ）は、兵庫県尼崎市出身の落語家。 本名は上村 和弘（うえむら かずひろ）。
2002年4月1日に笑福亭呂鶴に入門。上方落語協会会員。 鳥取大学工学部卒業。
千葉ロッテマリーンズの大ファン。